# Întâlnire pe stația Farpoint
„Întâlnire pe stația Farpoint” (titlu original „Encounter at Farpoint”) este primul și al doilea episod din serialul științifico-fantastic Star Trek: Generația următoare. Scenariul este scris de creatorul francizei Star Trek, Gene Roddenberry; regizor este Corey Allen.
Episodul a avut premiera pe 28 septembrie 1987 și a fost primul episod Star Trek care a fost creat după 1969.

## Prezentare
Noua navă stelară Enterprise își începe călătoria de inaugurare, dezvăluind misterele unei stații spațiale avansate.  Misiunea echipajului este pusă în pericol de o ființă atotputernică numită Q, care îi supune pe membrii echipajului (și mai ales pe Căpitanul Picard) unui proces pentru crimele întregii umanități.

## Povestea
Cea mai nouă navă amiral a Federației Unite a Planetelor, USS Enterprise NCC-1701-D, este programată să călătorească spre planeta Deneb IV în prima sa misiune de zbor în afara șantierului spațial. Misiunea sa este să preia restul echipajului și să deschidă relații diplomatice cu poporul Bandi care au fost cumva în stare să folosească rezerve imense de energie și să construiască stația Farpoint  spre surprinderea Federației Unite a Planetelor. Pe drum, Enterprise se întâlnește cu o ființă atotputernică care se auto-identifică drept un membru al continuum-ului Q și declară că umanitatea are de înfruntat un proces, bazându-se pe faptele echipajului în această viitoare misiune pentru a judeca valoarea lor și pentru a evita exterminarea speciei umane. Înainte de a lăsa nava să-și continue drumul spre Deneb IV, Q îl avertizează pe căpitanul Picard că îi este destinat să eșueze. 

Picard şi Q

După ce Enterprise ajunge la destinație, membrii echipajului explorează stația Farpoint ghidați de către gazda lor Bandi, Groppler Zorn. Echipajul navei suspectează modul în care anumite elemente pe care le doresc apar în momentele în care se uită în altă parte și nu sunt în măsură să identifice sursa de energie care alimentează stația. Deanna Troi, fiind empatică, simte o ființă cu emoții puternice de disperare, aflată în apropiere. Alți membrii ai echipajului descoperă un labirint ciudat sub stație, dar gazda lor, Zorn, îi este imposibil să ofere o explicație. În timp ce echipajul de pe Enterprise își continuă explorările sale, o uriașă navă extraterestră necunoscută intră în orbită și începe să tragă într-o străveche așezare Bandi aflată în apropierea orașului Farpoint Station; iar Zorn este răpit. Înainte ca Picard să ordone echipajului să tragă cu fazerele în nava necunoscută, Q apare ca să-i amintească că încă nu s-a terminat procesul împotriva omenirii și îi solicită lui Picard să trimită o echipă în nava necunoscută. Echipa descoperă în navă pasaje similare cu labirintul de sub Farpoint și reușesc să-l elibereze pe Zorn. Faptele lor fac ca nava necunoscută să se transforme într-o uriașă creatură spațială asemănătoare unei meduze, iar Picard rezolvă misterul care înconjoară stația Farpoint. Zorn îi confirmă lui Picard că Bandi au găsit o formă de viață similară rănită pe planeta lor și, deși ei au încercat să aibă grijă de ea, au exploatat, de asemenea, capacitatea sa de a crea materie pentru a construi stația Farpoint. Creatura aflată pe orbita planetei încearcă s-o elibereze pe cea rănită, partenerul ei, și să-i pedepsească pe cei care au prins-o.
Deși Q îl îndeamnă pe Picard să-i pedepsească pe Bandi, Picard refuză, în schimb ordonă ca Enterprise să tragă un fascicul de energie dătătoare de viață asupra stației Farpoint după ce aceasta este evacuată. Fasciculul de energie permite creaturii aflate la sol să se transforme din nou în forma ei normală asemănătoare unei meduze, prin urmare ea zboară pe orbită ca sa se alăture celor din rasa sa. În timp ce echipajul urmărește reuniunea acestor creaturi extraterestre, Q îi spune lui Picard cam fără tragere de inimă că oamenii au reușit să treacă testul, dar simte că se vor mai întâlni din nou.

## Producție
În acest episod DeForest Kelley are o scurtă apariție în rolul Amiralului Leonard McCoy. Aceasta a fost prima din cele câteva apariții ale actorilor din Seria originală. În Generația următoare au mai apărut Sarek în episodul „Sarek” (Mark Lenard), Spock (Leonard Nimoy) în episoadele „Unification I” și „Unification II” și Scotty (James Doohan) în „Relics”.
A început, de asemenea, tradiția ca, în fiecare prim episod din fiecare nouă serie Star Trek (care are loc în secolul al XXIV-lea), să apară un personaj proeminent dintr-o serie anterioară: Căpitanul Jean-Luc Picard (Patrick Stewart) din Star Trek: Generația următoare a apărut în episodul-pilot al Star Trek: Deep Space Nine, iar barmanul Ferengi Quark (Armin Shimerman) în premiera Star Trek: Voyager.

## Recepție
Michelle Erica Green, a descris episodul pentru TrekNation ca fiind dezamăgitor datorită prestației căpitanului Picard și a femeilor din cadrul echipajului, per total episodului lipsindu-i umorul.
Actorul Wil Wheaton, criticând episodul în TV Squad câțiva ani mai târziu, i-a dat episodului un „C-” sugerând că „în acel moment fanii care sperau să vadă un episod Star Trek în genul celor realizate în anii șaizeci au fost dezamăgiți”.